# Gloriosa (Erfurter Dom)

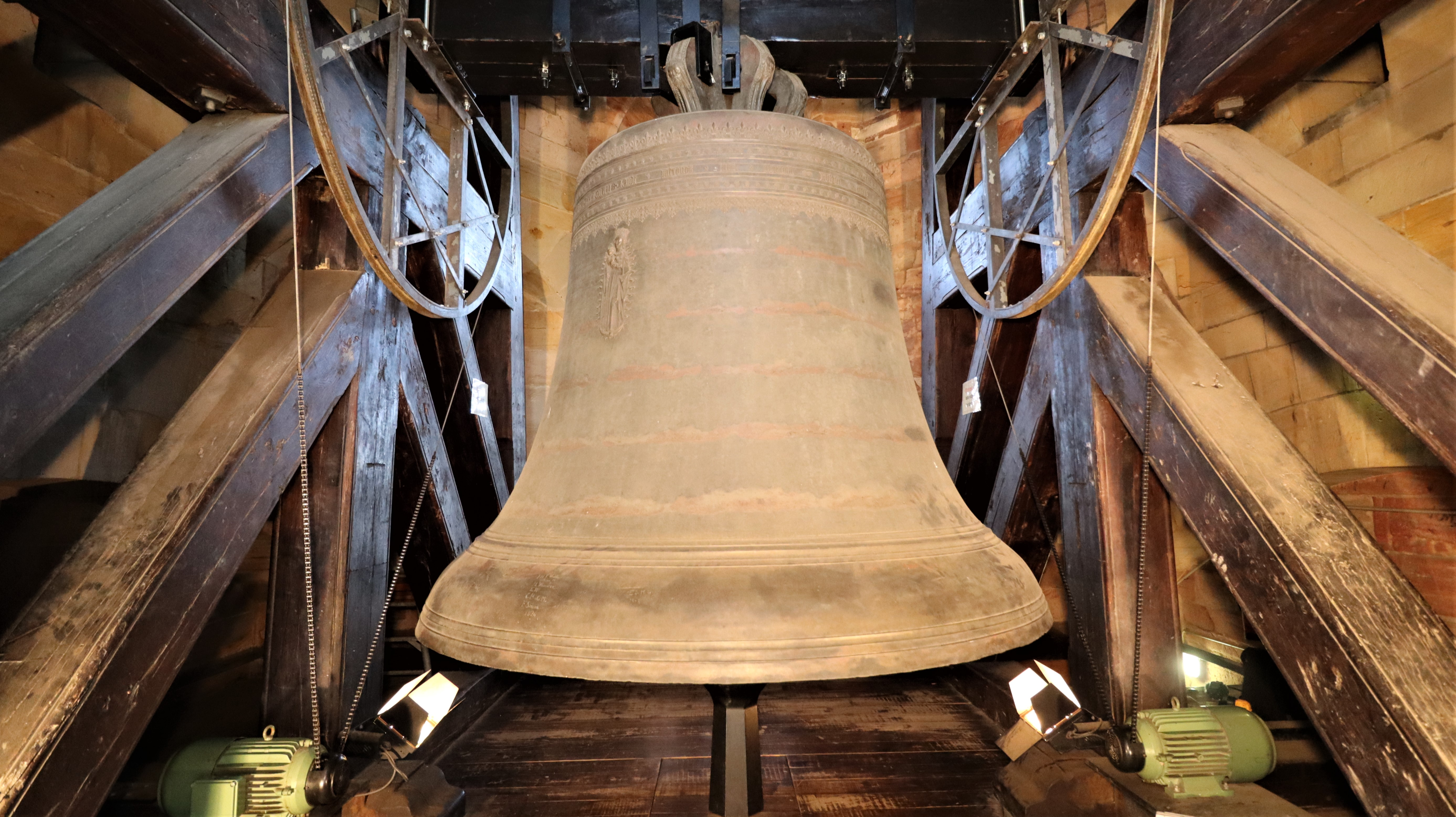
Die Gloriosa

Die Gloriosa, lat. die Ruhmreiche oder die Glorreiche, ist die größte Glocke im Mittelturm des Erfurter Domes. Sie wurde von Gerhard van Wou in der Nacht vom 7. zum 8. Juli 1497 gegossen und wiegt 11,45 Tonnen bei 2,62 Meter Höhe und einem Durchmesser von 2,56 Meter. Sie erklingt im Ton e0. Damit ist sie die größte freischwingende mittelalterliche Glocke der Welt. Außerdem zählt sie zu den klangschönsten Glocken der Welt. Gelegentlich wird sie daher „Königin aller Glocken“ (omnium campanarum regina) genannt.

## Vorgeschichte
Die aktuelle Gloriosa ist die insgesamt sechste Erfurter Glocke dieses Namens. Mehrere Glocken mussten ersetzt werden, weil Schäden auftraten oder sie durch Brände zerstört wurden. So wurde eine erste Glocke im Jahr 1251 gegossen. Diese wurde vom Bischof von Naumburg geweiht. Neue Glocken mussten wegen auftretender Schäden 1307 und 1363 gegossen werden. Beim Dombrand 1416 wurden alle Glocken zerstört; eine vierte „Gloriosa“ wurde 1423 gegossen. Nachdem diese beim Stadtbrand 1472 zerstört worden war, goss Meister Klaus von Mühlhausen am 7. August 1477 die fünfte Glocke. Dies geschah auf dem Platz zwischen Dom und Severikirche. Die Glocke hatte ein Gewicht von zehn Tonnen und wurde vor dem Triangelportal aufgestellt. Bei dieser Glocke trat schon nach zwei Jahren ein zerstörerischer Schaden auf; eine sechste Gloriosa musste gefertigt werden.

## Geschichte
Den Auftrag für ihre Herstellung hatte der Weihbischof Johannes Bonemilch maßgeblich vorangetrieben und auch den erfahrenen Glockengießer Gerhard Wou van Kampen auf eigene Kosten bei sich zu Hause einquartiert. Mittags um zwei Uhr am 7. Juli 1497 wurde der Ofen auf dem Severihof angeheizt. Abends gegen 22:00 Uhr war die Glockenspeise flüssig und die Stiftsherren prozessierten zum Gussort. Um 1 Uhr am 8. Juli schlug Wou van Kampen den ersten Zapfen aus und danach den zweiten. Gegen zwei Uhr war der Guss vollendet, die Stiftsherren sangen das Te Deum laudamus. Die „Gloriosa“ wurde 1499 auf das Glockengeschoss des Mittelturms gezogen, dabei mussten mehrere Gewölbe durchbrochen werden. Am 19. Mai 1499 wurde sie erstmals geläutet.
Die „Gloriosa“ diente als Vorlage für eine Reihe großer Glocken, wie der Frankfurter „Gloriosa“, der großen Kreuzglocke der Dresdner Kreuzkirche und der Petersglocke im Kölner Dom.
Beim durch einen Blitzschlag verursachten Turmbrand von 1717 war die „Gloriosa“ die einzige Glocke des Doms, die nicht zu Schaden kam. Dies verdankte sie den über und unter der Glockenstube eingezogenen Gewölben.

## Verzierung

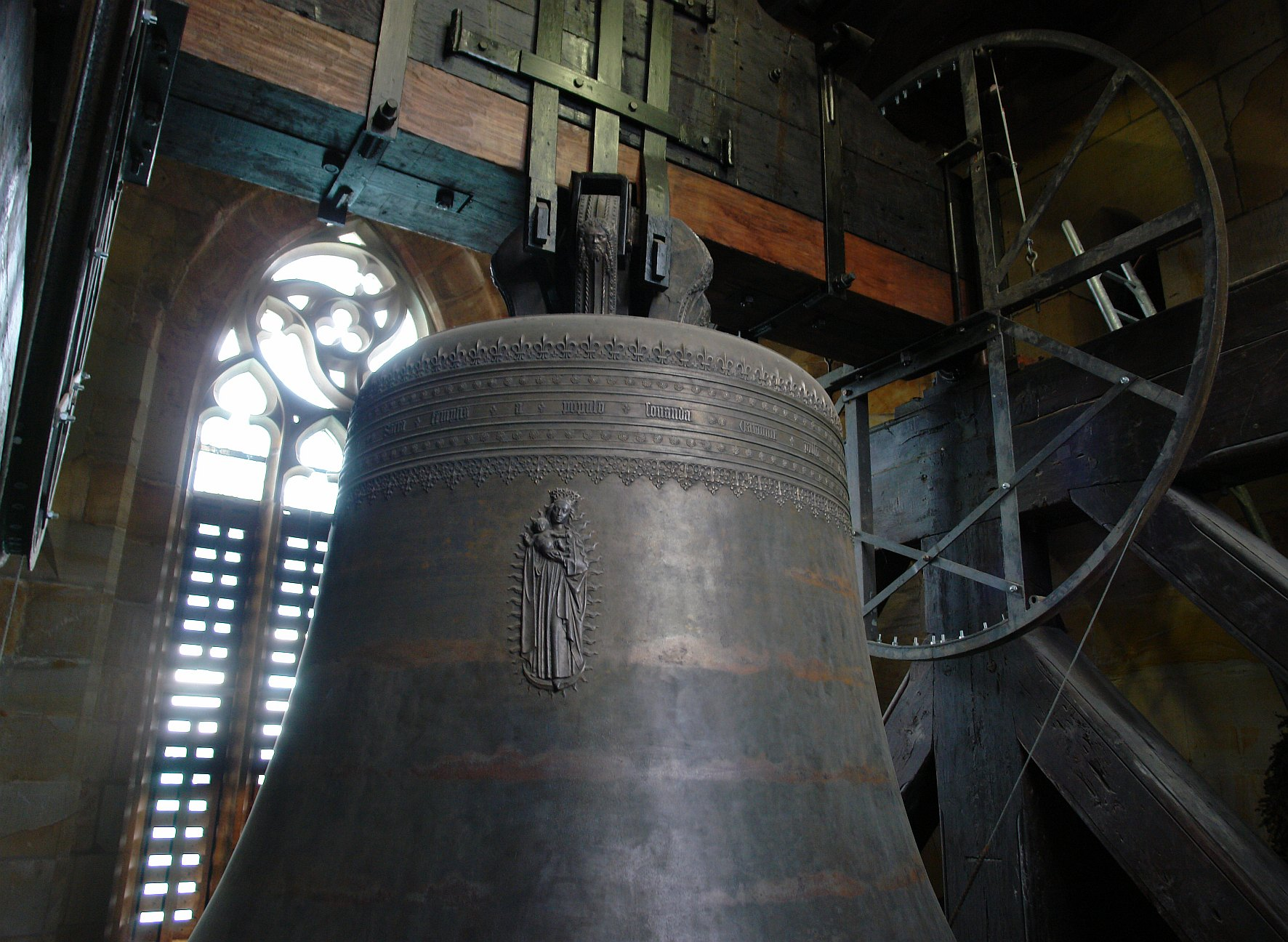
Gloriosa samt ihrer „Madonna im Strahlenkranz“

Auffälligste Verzierung der Glocke ist die Madonna im Strahlenkranz, die zweimal als Relief an den gegenüberliegenden Flanken angebracht ist. Außerdem finden sich als Glockenverzierung Christusköpfe an den sechs Bügeln der Krone, ein Fries heraldischer Lilien am Glockenhals sowie eine Umschrift mit Datierung und Meisternamen:

“Laude patronos cano gloriosa Fulgus arcens et demones malignos Sacra templis a populo sonanda Carmine pulso Gerhardus wou de Campis me fecit. Anno Dni [Domini] M. CCCC.XCV II”

„Ich besinge mit ruhmreichem [gloriosa] Lob die Schutzherren, abwehrend den Blitz und die bösen Geister, läute zum Gottesdienst, der im Dom vom Volk mit Gesang gekündigt werden soll. Gerhardus Wou aus Kampen hat mich gegossen. Im Jahr des Herrn 1497.“

## Reparaturen
Am 24. Dezember 1984 sprang die „Gloriosa“ beim Einläuten des Weihnachtsfestes; sie wurde 1985 im Turm von Hans Lachenmeyer und Sohn Thomas mit 60 Kilogramm Bronze geschweißt. Die geschweißte Risslänge war 70 Zentimeter bei maximal 19 Zentimeter Wandstärke.
Der Riss war entstanden, weil die Glocke 1899 in gutem Glauben um 90 Grad gedreht worden war, damit der Klöppel nicht immer wieder auf dieselbe Stelle schlug. Seit 1497 schlug der Klöppel bis zu dieser Drehung immer an den gleichen Stellen an. 1927 wurde ein überdimensionierter Klöppel, der zum Schaden von 1984 beitrug, eingehängt.
Zur Durchführung dieser Arbeiten mussten sämtliche Holzteile aus dem Turm ausgebaut werden. Es wurde ein transportabler Ofen im Turm montiert. Am 8. Dezember 1985 wurde die Glocke wieder angeläutet.
Der verantwortliche Glockensachverständige Kurt Kramer urteilte nach der Schweißung (einer deutsch-deutschen Gemeinschaftsarbeit): „Die Gloriosa hat nicht nur ihre verloren geglaubte Stimme wieder, sie klingt vielmehr schöner, als je ein heute Lebender gehört hat.“ Die Abklingdauer, ein wichtiger Glockenparameter, die zuvor gut dreieinhalb Minuten dauerte, lag nach der Schweißung bei nunmehr fünf Minuten.
Diese Reparatur war nicht von Dauer: Im Zuge der Renovierung des Erfurter Doms musste die Glocke wegen eines 40 Zentimeter langen neuen Haarrisses ausgebaut und für rund 170.000 Euro in der Glockenschweißerei Lachenmeyer in Nördlingen repariert werden. Damit hatte die „Gloriosa“ im Juli 2004 zum ersten Mal seit über 500 Jahren den Turm verlassen. In der Werkstatt entdeckte man noch einen zweiten Riss, der gleich mit behandelt wurde. Im Oktober 2004 kehrte sie zurück. Am 8. Dezember 2004 wurde sie zum ersten Mal nach der Reparatur wieder geläutet. Jetzt liegt ihre Abklingdauer bei über sechs Minuten (370 Sekunden).
Im März 2006 wurde die „Gloriosa“ mit einem neuen, 366 Kilogramm schweren Klöppel des Unternehmens Rosswag ausgestattet.

## Läuteordnung
Die „Gloriosa“ wird nur zu besonderen Anlässen und an hohen kirchlichen Feiertagen geläutet. Die reduzierte Läuteordnung (z. B. am 24. Dezember schweigt die Gloriosa, im Gegensatz bspw. zum Heiligabend 1984, inzwischen) lautet:
| Datum/Tag             | Uhrzeit   | Anlass                                                               |
| --------------------- | --------- | -------------------------------------------------------------------- |
| 1. Januar             | ca. 10:45 | Einläuten des neuen Kalenderjahres., Hochfest der Gottesmutter Maria |
| Dienstag der Karwoche | ca. 13:00 | Ölweihmesse                                                          |
| Ostersonntag          | ca. 10:45 | Hochfest der Auferstehung des Herrn                                  |
| Pfingstsonntag        | ca. 11:15 | Hochfest Pfingsten                                                   |
| 15. August            | ca. 17:45 | Patronatsfest des Erfurter Doms; Mariä Aufnahme in den Himmel        |
| September             | ca. 10:45 | Bistumswallfahrt Erfurt                                              |
| 10. November          | ca. 17:50 | Vorabend zum Martinstag                                              |
| 25. Dezember          | ca. 10:45 | Hochfest der Geburt des Herrn                                        |
Die „Gloriosa“ läutete außerplanmäßig am 3. Oktober 2010, anlässlich des 20. Jahrestages der deutschen Einheit, ebenso am 24. September 2011 nach dem Hochamt mit Papst Benedikt XVI. auf dem Domplatz zu Erfurt, anlässlich seines Deutschlandbesuchs. (Der Dom ist ein katholischer im ansonsten weitgehend protestantischen Thüringen.) Am 26. April 2012 läutete sie zum 10-jährigen Gedenken der Opfer des Amoklaufs im Gutenberg-Gymnasium. Sie läutete nach dem Requiem für den am 25. April 2018 verstorbenen Weihbischof em. Hans-Reinhard Koch. Anlässlich der Wahl des Papstes Leo XIV. wurde die Gloriosa am 18. Mai 2025 geläutet.
Es gibt in Erfurt den Spruch „Wenn die ‚Gloriosa‘ spricht, haben alle anderen Glocken zu schweigen.“ Zu Anlässen, an denen die „Gloriosa“ geläutet wird, wird grundsätzlich keine andere Glocke in der Stadt vorher zum Erklingen gebracht. Die Gloriosa ist immer die erste, und alle anderen Glocken kommen erst zeitversetzt dazu.